# Caldégas
Caldégas  est une ancienne commune des Pyrénées-Orientales, aujourd'hui rattachée à la commune de Bourg-Madame.

## Géographie

### Localisation
La commune avait une superficie de 3,03 km2.

## Toponymie
Pour un article plus général, voir Toponymie des Pyrénées-Orientales.
En catalan, le nom du village est Càldegues.
Caldégas ou Caldègues est mentionné dès 839 (Kaldegas).

## Histoire
Par arrêté préfectoral du 2 mai 1973, la commune de Caldégas est rattachée à la commune de Bourg-Madame à partir du 1er juin 1973[réf. nécessaire].

## Politique et administration

### Canton
La commune de Caldégas est incluse en 1790 dans l'ancien canton d'Angoustrine, rapidement dissous, et rejoint vers 1793 le canton d'Ur, lui aussi dissous en 1801. Caldégas rejoint alors le canton de Saillagouse qu'elle ne quitte plus par la suite, y compris après son rattachement à Bourg-Madame,.

## Population et société

### Démographie ancienne
La population est exprimée en nombre de feux (f) ou d'habitants (H).
| 1365 | 1378 | 1515 | 1553 | 1709 | 1720 | 1767 | 1774 | 1788  |
| ---- | ---- | ---- | ---- | ---- | ---- | ---- | ---- | ----- |
| 11 f | 8 f  | 8 f  | 9 f  | 20 f | 14 f | 79 H | 26 f | 114 H |

| 1789 | - | - | - | - | - | - | - | - |
| ---- | - | - | - | - | - | - | - | - |
| 26 f | - | - | - | - | - | - | - | - |

Note : Tous les dénombrements correspondent à Caldégas et Onzés.

### Démographie contemporaine
La population est exprimée en nombre d'habitants.
| 1793 | 1794 | 1796 | 1800 | 1804 | 1806 | 1820 | 1826 | 1831 |
| ---- | ---- | ---- | ---- | ---- | ---- | ---- | ---- | ---- |
| 88   | 94   | 80   | 69   | 98   | 92   | 121  | 140  | 141  |

| 1836 | 1841 | 1846 | 1851 | 1856 | 1861 | 1866 | 1872 | 1876 |
| ---- | ---- | ---- | ---- | ---- | ---- | ---- | ---- | ---- |
| 163  | 156  | 162  | 178  | 191  | 164  | 187  | 164  | 170  |

| 1881 | 1886 | 1891 | 1896 | 1901 | 1906 | 1911 | 1921 | 1926 |
| ---- | ---- | ---- | ---- | ---- | ---- | ---- | ---- | ---- |
| 147  | 145  | 166  | 168  | 126  | 142  | 148  | 134  | 114  |

| 1931 | 1936 | 1946 | 1954 | 1962 | 1968 | - | - | - |
| ---- | ---- | ---- | ---- | ---- | ---- | - | - | - |
| 120  | 131  | 120  | 101  | 110  | 79   | - | - | - |

À partir de 1975, la population de Caldégas est comptée avec celle de Bourg-Madame.

## Culture locale et patrimoine

### Monuments et lieux
Caldégas a la particularité de ne pas posséder de monument aux morts sur son territoire.
- Église Saint-Romain de Caldégas